# Milli Firka
Milli Firka (kyrillisch Милли фирка), wörtl. Volkspartei, war eine 1917 auf der Krim gegründete krimtatarische Partei. Sie war 1921 an der Gründung der Autonomen Sozialistischen Sowjetrepublik der Krim beteiligt.

## Geschichte
Nach der Februarrevolution 1917 kam es auf der Krim zu Bestrebungen für territoriale Autonomie. Im Juni 1917 führten die latenten Feindseligkeiten zwischen den örtlichen Regierungsorganen der Provisorischen Regierung und der Krimtataren zum offenen Konflikt und zur Etablierung der von den radikalen Anführern der krimtatarischen Intellektuellen gegründeten Partei Milli Firka. Ihr Hauptzweck war es, den Bestrebungen für die Autonomie der Krimtataren eine politische Identität zu geben. Viele Mitglieder der Parteiführung studierten in osmanischen und westlichen Universitäten, weshalb sie von sowjetischen Historikern als „türkische und ausländische Agenten“ bezeichnet wurden.
Die Milli Firka begann damit, tatarische Zeitungen zu veröffentlichen, die sich kritisch mit der Innenpolitik der provisorischen Regierung auseinandersetzten.
Nachdem am 23. Juli 1917 die Tatarenführer Noman Çelebicihan und Sabarow auf Befehl von Bogdanow, dem Vorsitzenden des Kommissariats der Krim, verhaftet wurden, war die Hoffnung auf eine Kooperation zwischen der Milli Firka und der Regierung Petrograds endgültig zunichtegemacht.
Bis Oktober 1917 waren die krimtatarischen Organisationen neben den bei Sewastopol stationierten Seemännern die einzigen machtausübenden Kräfte auf der Krim, während die Stärke der provisorischen Regierung zum Tiefpunkt kam. Im November wurde von der Tatarenführung im Khanpalast von Bachtschyssaraj ein Kurultai einberufen, in dem Mitglieder aller Elemente der Tatarenbevölkerung versammelt werden sollten. Im Laufe des nächsten Monats wurde dabei eine neue Verfassung akzeptiert, was die Basis für die Gründung der Volksrepublik Krim war.
Zur selben Zeit etablierten die liberalen Ukrainer und Russen auf der Krim in Sewastopol eine Provinzversammlung. Bei den zwei Wochen später stattgefundenen Wahlen zur ersten verfassungsgebenden Versammlung der Krim erhielt die Milli Firka 31 % der Stimmen.
Nachdem die Bolschewiki die Krim im Januar 1918 eroberten, die dann wiederum im April vom Deutschen Reich annektiert wurde, wurde dort eine neue Führung unter dem lipka-tatarischen Generalleutnant der russischen Armee Maciej Sulkiewicz als Premierminister eingesetzt. Unter seiner neuen Regierung sollten alle Bevölkerungsgruppen gleichberechtigt sein. Das Wappensiegel des neuen Staates sollte sowohl das Wappentier der Milli Firka als auch das des ehemaligen unabhängigen Staates der Krim darstellen.
Im Zuge des Russischen Bürgerkriegs war die Weiße Armee dabei, die Krim von der Deutschen Armee zurückzuerobern, die sich im November 1918 zurückzog. Der neue Premierminister der Krim wurde der krim-karäische Pflanzenbauwissenschafter Solomon Krym, unter dessen Regierung die Krimtataren jedoch erneut praktisch kein Mitspracherecht hatten. Während die Macht über die Krim zwischen den Weißen und den Bolschewiki schwankte, waren die Krimtataren nur Zuschauer auf der politischen Bühne. Dabei kam es auch unter den krimtatarischen Politikern zu Spaltungen. Der moderate Teil der Milli Firka, der aus tatarischen Landbesitzern, Lehrern und zwei Redakteuren tatarischer Zeitungen bestand, unterstützte Solomon Kryms Regierung, während der nationalistische rechte Flügel Kryms Regierung nicht anerkannte und nach wie vor nach einer unabhängigen Krim strebte. Sie baten auch den Völkerbund um die Anerkennung des unabhängigen Staates. Der linke Teil verbündete sich mit den linken russischen Gruppen in den Städten der Krim und schloss schließlich Kontakte mit den Bolschewiki.
Im April 1919 eroberten die Bolschewiki die gesamte Halbinsel und wurden vom linken Flügel der Milli Firka unterstützt. Im Gegenzug wurden viele der neuen Regierungspositionen diesen Krimtataren angeboten. Dabei wurde auch eine neue bolschewistische Zeitung gegründet, die auf krimtatarisch veröffentlicht wurde und tatarische Interessen vertrat.
Im Juni 1919 eroberte die Weiße Armee unter General Denikin die Krim wieder zurück. Die Milli Firka wurde zusammen mit allen anderen nicht-russischen nationalistischen Parteien verboten. Die Mitglieder der Milli Firka traten massenhaft dem bolschewistischen Untergrund auf der Krim bei. Im Oktober 1920 eroberten die Bolschewiki die Krim endgültig wieder zurück, was vom linken Flügel der Milli Firka als „Befreiung“ angesehen wurde.
Stalin führte Regierungsreformen durch, die vorsahen, dass alle autonomen Regionen ausschließlich von Russen und Ukrainern regiert werden durften, was dem guten Verhältnis zwischen der Milli Firka und den Bolschewisten schadete. Mehrere Tatarenführer, darunter der Vorsitzende des linken Flügels der Milli Firka, Noman Çelebicihan, wurde von den Bolschewisten hingerichtet. In einem offiziellen Schreiben der Milli Firka an die bolschewistische Führung der Krim gaben die Tataren an, dass die Ziele der Milli Firka und die der kommunistischen Partei ähnlich seien und sich nur in zeitlichen, örtlichen und methodischen Arten der Verwirklichung des Sozialismus unterscheiden.
Im November 1920 begann der Kommissar Nikolai Bystrykh unter dem Befehl des Chefs der Tscheka Béla Kun die „konterrevolutionäre“ „Bourgeoisie und die Anarchisten“ zu bekämpfen, zu denen ihrer Meinung nach auch die „Weißen Garden“ und „Tatarische Nationalisten“ zählten. Dieselben Tataren, die gegen Denikin kämpften, führten ihre Partisanenaktionen nun auch gegen Kuns Streitkräfte aus. Diese machten Kuns Aufgabe schwierig, weshalb es die Bolschewisten im Sommer 1921 stattdessen mit der Taktik versuchten, den Tataren Autonomie und die Beteiligung an der Regierung zu versprechen. Die bolschewistische Regierung bot den tatarischen Partisanen und den Mitgliedern der Milli Firka, die während Kuns Säuberungsaktionen ebenfalls in den Untergrund gingen, Amnestie an. Im Gegenzug verkündete die Milli Firka, sie sei erneut bereit, mit den Sowjets zu verhandeln.
Am 23. September 1921 trafen sich tatarische und nicht-tatarische Vertreter der Krim in Simferopol. Mitglieder der Milli Firka und russische Kommunisten diskutierten dort die Zukunft der Krim. Als Ergebnis dieses Treffens wurde am 21. Oktober 1921 die Gründung der Autonomen Sozialistischen Sowjetrepublik der Krim verkündet. Die Krimtataren bemerkten jedoch, dass sich die Autonomie dieser neuen Sowjetrepublik ausschließlich auf die nicht-kontroversen Regierungsangelegenheiten beschränkte. Daher schickten sie eine Delegation nach Moskau und versprachen der sowjetischen Regierung volle Unterstützung, vorausgesetzt, die Milli Firka würde als offizielle politische Körperschaft der Krimtataren anerkannt und deren Parteiführer wichtige Positionen in der neuen Regierung der Krim zugesprochen würden. Als Antwort veröffentlichte die Regierung Moskaus angeblich am 10. Januar 1922 eine Proklamation, die den Krimtataren größere Autonomie zuerkannte. Die Existenz dieser Proklamation ist jedoch umstritten.
Der tatarische Kommunistenführer Mirsäjet Chäjdär uly Soltanghäliew ernannte viele Mitglieder seines Komitees aus den Reihen der Milli Firka.

## Ansichten
Die Mitglieder der Milli Firka unterstützen die Ideen der Einziehung von Kirchengütern und von Privateigentum. Die Partei stand in Opposition zum konservativen Klerus und zu russischen Liberalen und strebte nach engerer Zusammenarbeit mit den sozialistischen Parteien. Damit war sie die erste wahre revolutionäre krimtatarische Partei. Nach der Novemberrevolution schlossen sich viele Parteimitglieder den Bolschewiki an und wurden in den frühen 1920er Jahren zu wichtigen Partei- und Regierungsfunktionären.